# Nacktmull
Der Nacktmull (Heterocephalus glaber) ist die einzige Art der Gattung Heterocephalus und der Familie Heterocephalidae innerhalb der Ordnung der Nagetiere. Er wurde lange in die Familie der Sandgräber (Bathyergidae) eingeordnet, mit denen er heute noch eine gemeinsame Überfamilie bildet.
Nacktmulle leben in großen unterirdischen Bauten in den Halbwüsten Ostafrikas, speziell im Süden Äthiopiens, in Kenia und Somalia. Die Art lebt in großen Kolonien in Eusozialität und zeigt mit dieser Staatenbildung ein bei Säugern sehr seltenes Verhalten. Eine weitere rezente eusoziale Art ist der Damara-Graumull (Fukomys damarensis) im südlichen Afrika.

## Anatomie
Nacktmulle haben einen fünf bis fünfzehn Zentimeter langen Körper. Sie wiegen ungefähr 30 bis 50 Gramm. Ihren Namen verdanken sie der Tatsache, dass ihre geringe und sehr feine Behaarung mit Ausnahme von einigen Sinneshaaren (Vibrissen)
kaum wahrnehmbar ist und sie daher nackt erscheinen. Dies wird als Anpassung an ihre Lebensweise in unterirdischen Kolonien gewertet. Wegen der geringen Behaarung können sich auch Parasiten auf ihren Körpern schlechter ansiedeln und verbreiten. Die Haut liegt lose und faltig am Körper an und ist braun-rosa gefärbt, wobei der Rücken etwas dunkler als der Bauch ist. Die faltige Haut schützt zum einen die inneren Organe, wenn sich die Tiere durch sehr enge Gänge drücken, zum anderen ermöglicht sie eine schnelle Bewegung in den Gangsystemen, wobei die Tiere sich rückwärts ebenso schnell bewegen können wie vorwärts. Andere Merkmale sind die stark ausgeprägten Schneidezähne, die sehr gut zu erkennen sind. Mit ihnen kann der Nacktmull seine Nahrung abschneiden und zerkleinern.

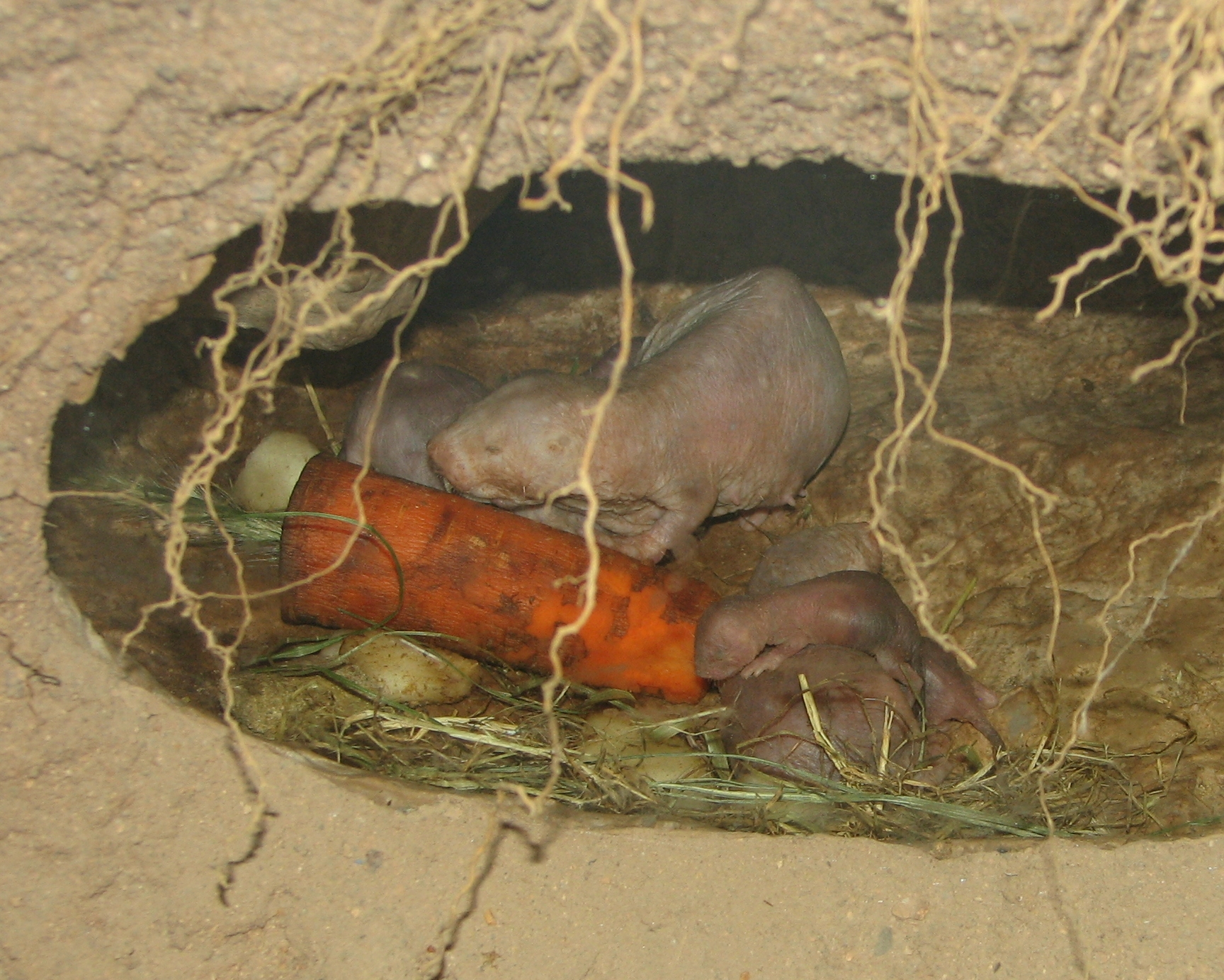
Nacktmulle

Die Vibrissen (Tasthaare) befinden sich vor allem im Gesicht, wo die Schnurrhaare mit bis zu zwei Zentimetern die längsten sind, außerdem an den Vorder- und Hinterbeinen, den Augenlidern und dem Mundbereich. Der Kopf der Tiere ist konisch mit einer abgeflachten Schnauze, nur die Region um die sehr kleinen Augen ist ausgerundet. Die Augen sind zudem von einem dicken Augenlid abgedeckt, sodass nur kleine Sehschlitze übrigbleiben. Die visuelle Wahrnehmung ist sehr gering; die Augen sind aber gegen Luftzug empfindlich. Die Ohröffnungen sind klein und die Tiere haben keine äußeren Ohrmuscheln. Die Nasenlöcher liegen eng beieinander in einem bauchig-u-förmigen Bereich oberhalb der Nagezähne, sie sind dabei durch eine Hautfalte abgedeckt.
Als weitere Merkmale besitzen die Tiere auffallend große Nagezähne, die sie wie Baggerschaufeln einsetzen können. Hierfür besitzen die Tiere eine sehr starke Kaumuskulatur, die die Form des Kopfes bestimmt und etwa 25 Prozent der Gesamtmuskelmasse des Tieres ausmacht. Die Nagezähne sitzen vorne am Schädel, vor der Lippe. Mit ihnen können Nacktmulle sich durch den harten Wüstenboden graben. Während die Tiere mit den Zähnen graben, wird die Mundhöhle durch Hautfalten verschlossen, weshalb kein Schmutz eindringen kann. Dabei werden die Zähne an der Spitze abgenutzt, zugleich jedoch durch das Abreiben am Grabungsmaterial auch geschärft. Die Nagezähne wachsen lebenslang. Als zusätzliche Besonderheit können Nacktmulle die Nagezähne auch einzeln bewegen. Zudem haben die Tiere drei Backenzähne in jedem Gebissbogen, wodurch sich eine Gebissformel von 3 · 0 · 0 · 1 | 1 · 0 · 0 · 3 ergibt.
Zur Verständigung untereinander benutzen die Tiere bis zu 18 verschiedene Laute, die teilweise an Vogelzwitschern erinnern.

## Physiologie
Neben den bereits beschriebenen anatomischen Merkmalen weisen die Nacktmulle auch eine Reihe von physiologischen Anpassungen an ihren Lebensraum auf.

### Atmung
Eine wichtige Rolle spielt die Atmung, da es in den Höhlen der Tiere kaum Sauerstoff gibt (hypoxischer Lebensraum). Die Lungen der Tiere sind nur sehr klein ausgebildet. Dafür hat ihr Hämoglobin eine sehr hohe Sauerstoff-Affinität, wodurch Nacktmulle sehr effizient Sauerstoff ins Blut aufnehmen können. Hinzu kommt die sehr niedrige Atmungs- und Stoffwechselrate für Tiere ihrer Größe, die den Sauerstoffverbrauch minimal hält. In längeren Hungerperioden, etwa während der Trockenzeit, wird diese Rate nochmals um etwa 25 Prozent abgesenkt.

### Wärmeregulation
Nacktmulle gelten als gleichwarm, doch im Vergleich zu anderen Säugetieren fallen vor allem die Eigenschaften eines wechselwarmen Tieres auf. Sie passen ihre Körpertemperatur im Bereich zwischen 12 °C und 32 °C an die Umgebungstemperatur an. Dies hilft, bei den unterschiedlichen Temperaturen in ihren Höhlensystemen Energie zu sparen.
Während in den höher gelegenen Gängen die Wärme dominiert, finden die Nacktmulle Abkühlung in den tieferen und kälteren Gängen. Die dünne Haut und die ebenfalls sehr dünne Fettschicht ermöglichen eine sehr schnelle Temperaturanpassung. Einer zusätzlichen, externen Regulation der Körperwärme dient das „Gruppenkuscheln“ im Nest: Mehrere Tiere pressen sich eng aneinander.

### Ernährung

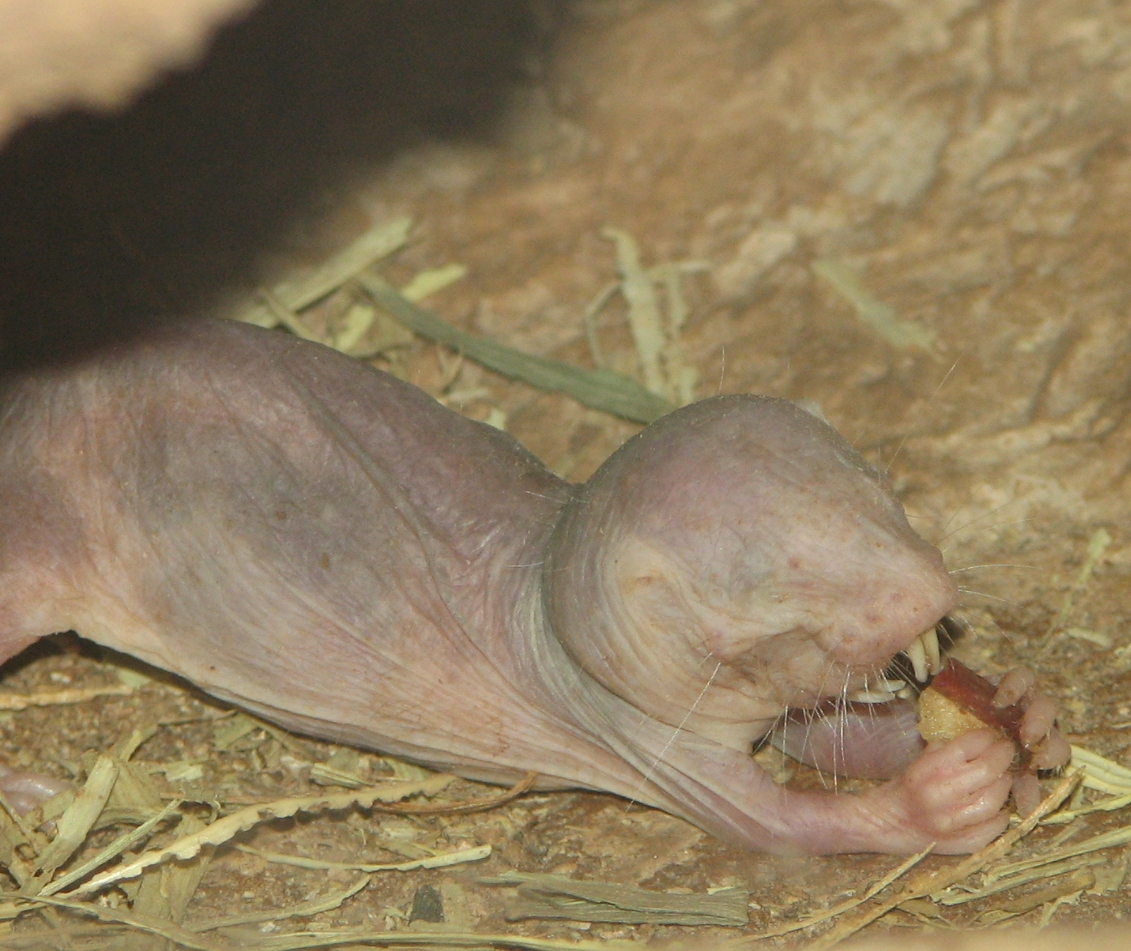
Nacktmull bei der Nahrungsaufnahme

Die Nahrung der Nacktmulle besteht aus sehr faserigen Pflanzenknollen, die meist keinen sehr hohen Nährwert haben. Um diese Nahrung optimal nutzen zu können, besitzen die Tiere vor allem im Blinddarm, dem Caecum, symbiotisch lebende Bakterien, die die Nahrung aufspalten und Nährstoffe verfügbar machen. Ähnlich wie Kaninchen nehmen Nacktmulle einmal verdaute, ausgeschiedene Nahrung ein zweites Mal auf, um sie noch effizienter zu nutzen (Koprophagie).
Die Tiere nehmen Mineralien auch über die Nahrung und durch Knochen auf, die sie bei ihrer grabenden Tätigkeit finden. Diese Mineralien können bei den Tieren durch Vitamin-D3-unabhängige Prozesse genutzt werden, da sich das Vitamin bei den ohne Sonnenlicht lebenden Tieren nicht bildet.
Nacktmulle trinken nicht. Das benötigte Wasser gewinnen sie aus ihrer Nahrung. Da diese zudem stark salzhaltig ist, besitzen Nacktmulle sehr effiziente Nieren, die einen Harn mit einer maximalen Konzentration bis zu 1,5 Mol Salz pro Kilogramm Harn herstellen können; dies entspricht 87,5 Gramm pro Liter.
Um den eigenen Stallgeruch aufzunehmen, der sich von dem anderer Kolonien unterscheidet, wälzen sich Nacktmulle in der gemeinschaftlichen Toilettenhöhle in ihren Ausscheidungen.

### Lebenserwartung
Nach Sherman und Jarvis können Nacktmulle deutlich älter als 15 Jahre werden. Beide schildern den Wurf eines 21,7 Jahre alten Weibchens. Andere Autoren wiesen ein deutlich höheres Alter nach von bis zu 32 Jahren in Gefangenschaft.
Damit übertreffen Nacktmulle andere Nagetiere wie Maus, Ratte und Hamster um ein Vielfaches. Während letztere meist durch Krebserkrankungen sterben (oder gefressen werden) und dies durch eine hohe Reproduktionsrate kompensieren, sind das Genreparatursystem und die Proteinstabilität bei Nacktmullen offenbar erheblich besser ausgebildet.
Eine Studie aus dem Jahr 2013 legt als Ursache eine spezielle Version des Glykosaminoglykans Hyaluronsäure nahe, die etwa fünfmal so groß ist wie beim Menschen oder Nagetieren und mit dem Zellunterscheidungscluster CD44 interagiere, das eine frühzeitige Erkennung von Krebszellen (und eine gesteigerte Kontaktinhibition) erlaube. Das extrazelluläre kettenförmige Glykosaminoglykan Hyaluronsäure werde zudem wesentlich langsamer abgebaut als bei anderen Tierarten oder dem Menschen.
Als weitere Ursache für den Krebsschutz der Nacktmulle wird seit langem auch das Blutprotein Alpha2-Makroglobulin (A2M) u. a. an der Universität Leipzig erforscht. Vermutlich unterbricht es die Signalwege, die gesunde Zellen veranlassen, sich in Krebszellen zu verwandeln. Es kommt auch im Menschen vor, seine Konzentration nimmt aber hier ab dem Alter von 20 Jahren kontinuierlich ab. Beim Nacktmull hingegen bleibt sie lebenslang konstant hoch. Da man sich hierdurch auch Krebsschutz für den Menschen verspricht, wurden die A2M von Nacktmull und Mensch verglichen.
Auch das Leibniz-Institut für Zoo- und Wildtierforschung am Tierpark Berlin forscht seit 2008 intensiv an diesen Tieren. Derzeit hält es eine Population von circa 400 Tieren in 12 Kolonien.
Weiterhin gibt es lt. Birkenmeier auch Hinweise auf einen Einfluss der Darmflora, die der hundertjähriger Japaner auf der Inselgruppe Okinawa ähnle.

### Schmerzunempfindlichkeit
Nacktmulle haben ein vermindertes Schmerzempfinden. Sie sind die einzige bekannte Säugetierart, deren Haut die Substanz P fehlt. Dieses aus elf Aminosäuren bestehende Molekül ist auf noch nicht abschließend geklärte Weise an der Schmerzwahrnehmung beteiligt. Nacktmulle nehmen Stiche, Hitze oder Säure zwar wahr, empfinden sie aber nicht als schmerzhaft. Werden die Tiere jedoch durch Einschleusen eines Gens zur Produktion von Substanz P gebracht, steigt ihre Schmerzempfindlichkeit deutlich an. Ergebnisse wie diese brachten Substanz-P-Antagonisten in den Fokus der wissenschaftlichen Forschung, zum Beispiel für die Schmerztherapie.
Nacktmulle weisen außerdem einen anders aufgebauten TrkA-Rezeptor auf, der im Vergleich zu anderen Säugetieren eine stark verringerte Schmerzempfindlichkeit bei Verletzungen und Entzündungen bewirkt.

## Verbreitung und Lebensraum

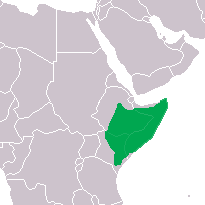
Verbreitung in Ostafrika

Der Nacktmull lebt als Endemit einzig in den trockenen und heißen Halbwüsten Ostafrikas. Das Verbreitungsgebiet erstreckt sich dabei über den größten Teil von Somalia, den zentralen Teil Äthiopiens und einen großen Bereich des östlichen und nördlichen Kenias. Die südlichste Verbreitungsgrenze verläuft im Bereich der Grenze des Tsavo-West-Nationalparks und der Stadt Voi.
Der Lebensraum der Nacktmulle zeichnet sich durch ein trockenes Halbwüstenklima mit 200 bis 400 Millimetern Niederschlag pro Jahr aus. Der Boden ist im Regelfall eine sehr harte lateritische Roterde, man findet jedoch auch Kolonien in reinen Sand- oder in echten Lateritböden.

## Lebensweise

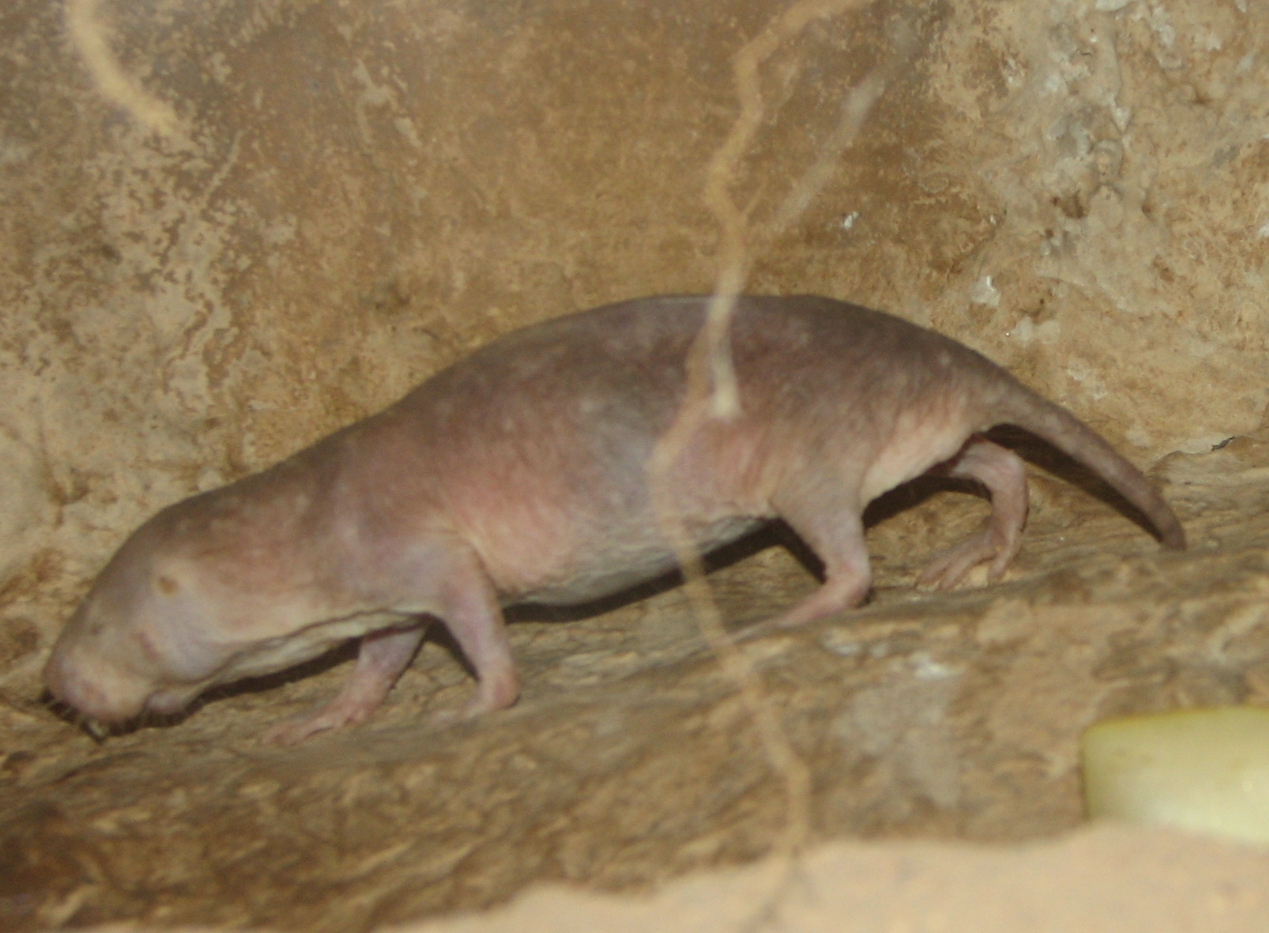
Nacktmull

Nacktmulle leben in Kolonien von 20 bis 300 äußerst kommunikativen Tieren. Die Organisation dieser Kolonien weist einige Besonderheiten auf, die sonst insbesondere bei Insekten beobachtet und in ihrer Gesamtheit als Eusozialität bezeichnet werden. Charakteristisch sind eine strenge, hochspezialisierte Arbeitsteilung, die an das Lebensalter des einzelnen Individuums gebunden ist, und der Zusammenhalt aller Tiere der jeweiligen Kolonie. Hierzu trägt bei, dass sich das „fast ununterbrochen leise [Z]witschern, [P]iepsen, [Z]irpen oder [G]runzen“ der Nacktmulle von Kolonie zu Kolonie unterscheidet, sodass jede Kolonie in einem eigenen „Dialekt“ kommuniziert, der wesentlich von der Königin beeinflusst und durch Lernen erworben wird.
Junge Nacktmulle kümmern sich um ihre jüngeren Geschwister. Werden sie älter, betätigen sie sich als Gräber („Arbeiter“) und sind für den Ausbau des Gangsystems zuständig. Sie arbeiten gemeinsam wie am Fließband. Größere und ältere Tiere („Soldaten“) halten sich an den Ausgängen des Baues auf, die sie bewachen, zum Beispiel gegen ihren Hauptfeind, die Rötliche Schnabelnasen-Natter. Außerdem werfen sie das von den Arbeitern antransportierte Material aus den Gängen aus („Vulkane“).
Jede Kolonie wird von einer einzigen Königin dominiert, die als einziges Weibchen fruchtbar ist und ca. alle 70–80 Tage wirft. Die Königin ist größer als die anderen Tiere und paart sich mit ein bis drei Männchen aus der Kolonie, die nach dem Eintritt in die Paarungsphase erstaunlich schnell altern. Zum Säugen der bis zu 27 Nachkommen eines Wurfes hat die Königin sichtbare Zitzen, an denen diese 4 Wochen gesäugt werden. Um die vielen ungeborenen Jungtiere in ihrem Leib unterzubringen, hat sie eine gewölbte Wirbelsäule; damit  sie in den engen Gängen beweglich bleibt, wächst sie während der Trächtigkeit jedoch in die Länge.  Anders als bei den Graumullen, die ebenfalls hoch sozialisiertes Verhalten zeigen, sind Nacktmullköniginnen ausgesprochen aggressiv und attackieren häufig ihre unfruchtbaren Töchter und Söhne.
Die Gründe für die Unfruchtbarkeit der Nachkommenschaft sind bislang nicht ausreichend erforscht. Einige ältere Vermutungen gehen von einer hormonellen Unterdrückung durch die Königin aus, doch diese Annahmen konnten durch einfache Versuche widerlegt werden. Eine andere Erklärung besagt, dass durch den Dauerstress, den die Töchter ertragen müssen, deren Eierstöcke nicht zur Reife gelangen und sie deshalb steril bleiben. Warum es in Nacktmullkolonien nicht zu Paarungen unter den unfruchtbaren Arbeitern und Arbeiterinnen kommt, lässt sich damit erklären, dass Säugetiere Paarungszeiten haben, die an die östrische Phase im Sexualzyklus der Weibchen gebunden sind und daher nur einsetzen können, wenn die Weibchen voll entwickelte Ovarien und damit auch einen Sexualzyklus haben. Einer Studie zufolge sorgt erst das Fressen des östrogenhaltigen Kots der Nacktmullkönigin dafür, dass die anderen Tiere sich um die Jungtiere kümmern.
Stirbt eine Nacktmullkönigin, so fehlt ihre Stressunterdrückung, wodurch mehrere Arbeiterinnen fruchtbar werden und sich daraufhin gegenseitig bekämpfen. In einer Laborsituation in den 1980er-Jahren dauerte ein „Erbfolgekrieg“ 16 Monate und kostete neun Nagern das Leben. In aller Regel siegt das Weibchen, das am schnellsten Jungtiere gebären kann. Gelangen Arbeiter bei ihren Grabungen in das Revier einer anderen Kolonie, resultieren daraus blutige Kämpfe.
Die Ursachen für das soziale Verhalten sind nicht vollständig geklärt. Die sogenannte Kooperationstheorie sieht darin eine Anpassung an die fleckenhaft vorkommende Nahrung im Lebensraum der Tiere. Um in dem harten Boden der Halbwüsten Nahrung zu finden, müssen möglichst viele Tiere auf Nahrungssuche gehen und die gefundenen Nahrungsquellen teilen. Eine neuere Hypothese geht davon aus, dass die Länge der Tragzeit bei Nacktmullen und generell bei den Bathyergidae die Ursache für die Entwicklung von Eusozialität bei diesen Tieren war. Ein einzelnes Weibchen ist nicht in der Lage, sich genügend Fettvorräte für die lange Trag- und Stillzeit anzufressen, und kann wegen seines großen Körperumfangs in dieser Zeit die unterirdischen Gänge nur schlecht durchlaufen und nach Nahrung absuchen. Es ist somit auf die Hilfe des Partners und später der Jungen angewiesen. Die Tragzeit ist ein so konservatives Merkmal, dass sich eher die Sozialstruktur daran anpasst als umgekehrt. Die Eusozialität hat sich also nach dieser Theorie über die Zwischenstufe Monogamie entwickelt.

## Fossilbefunde
Die ältesten bekannten Fossilien, von denen sicher gesagt werden kann, dass es sich um direkte Vorfahren des Nacktmulls handelt, stammen aus dem Miozän vor 11 bis 25 Millionen Jahren und wurden 1986 nahe der Stadt Karamoja in Uganda gefunden. Zudem existiert ein Fossil mit einem Alter von etwa 4,3 Millionen Jahren aus der Kakesioebene in Tansania. Diese beiden Fossilfunde bekamen keine eigenen Artnamen, anders als die Funde von H. quenstedti aus dem Pliozän in Laetoli, H. atikoi aus Omo, Äthiopien, und H. jaegeri aus Olduvai, Tansania. Ob es sich dabei tatsächlich um andere Arten handelte, ist allerdings nicht abschließend geklärt.

## Systematik Forschungsgeschichte

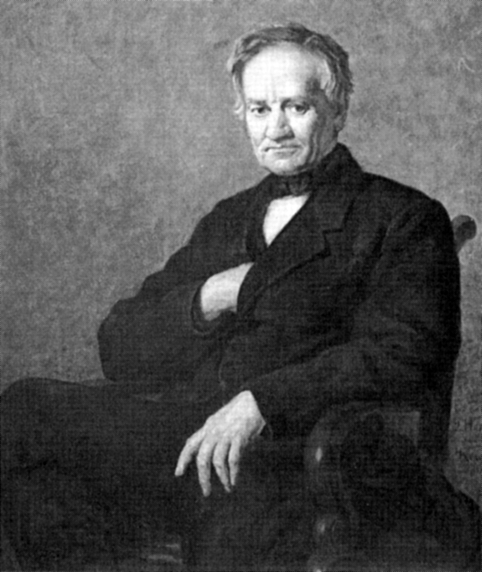
Eduard Rüppell

Der Nacktmull wird als eigenständige Art innerhalb der monotypischen Gattung Heterocephalus eingeordnet. Die Erstbeschreibung der Nacktmulle unter dem wissenschaftlichen Namen Heterocephalus glaber (zu deutsch etwa ‚Glatter Andersköpfiger‘) erfolgte 1842 durch den deutschen Biologen Eduard Rüppell anhand von Exemplaren, die nahe der Stadt Shewa in Äthiopien gefangen wurden. Der Artstatus der Tiere wurde in der Folge angezweifelt und mehrere Forscher gingen davon aus, dass es sich bei den beschriebenen Tieren um die nackten Jungtiere größerer, felltragender Nagetiere handeln müsse. In den Folgejahren wurden jedoch durch Oldfield Thomas weitere Nacktmullarten aus verschiedenen Regionen beschrieben, die durch Glover Morrill Allen 1930 als Synonyme erkannt wurden. Dabei handelt es sich um:
- Heterocephalus phillipsi Thomas 1885 aus Gerlogobi, Zentral-Somaliland (heute Geregube, Äthiopien)
- Heterocephalus ansorgei Thomas 1903, gefunden zwischen Ngomeni und Kjinani, Britisch-Ostafrika (heute Kenia)
- Fornaria phillipsi Thomas 1903 aus Mogadischu, Italienisch-Somaliland (heute Somalia)
- Heterocephalus dunni Thomas 1909 aus Wardairi, Zentral-Somaliland, (heute Warder, Äthiopien)
- Heterocephalus stygius Allen 1912 vom Guaso Nyiro River in Britisch-Ostafrika

Die Erforschung der Nacktmulle beschränkte sich bis zu dieser Zeit auf die reine Beschreibung der Anatomie und der Faunistik. Der britische Evolutionsphilosoph Alfred Russel Wallace bezeichnete den Nacktmull als „an extraordinarily ugly species“ und prägte darauf aufbauend den Begriff Darwinistische Sackgasse. Erst 1980 entdeckte die Südafrikanerin Jennifer Jarvis die koloniale Lebensweise der Tiere. Gemeinsam mit Richard Alexander erklärte sie die Eusozialität der Tiere, wodurch sie in den Blickpunkt einer Reihe von Forschern rückten.
Für die erste ausgiebige Erforschung im Labor wurden 2 Kolonien mit 108 Exemplaren gefangen und in ein System aus bis zu 10 m langen Glas- und Plexiglasröhren mit Schuhkartons als Wohncontainern verbracht. Die Ernährung war problemlos, da Nacktmulle nicht wählerisch sind, und erfolgte u. a. mit Karotten, Bananen und Hundekuchen. Heute arbeiten vor allem Jennifer Jarvis und Paul Sherman sowie die deutschen Zoologen Hynek Burda und Thomas B. Hildebrandt an der Erforschung der Tiere.

### Nacktmulle in Zoos und Instituten
- Im Wüstenhaus des Tiergarten Schönbrunn, Wien, kamen Nachkommen, geboren Dezember 2024, "zum ersten Mal seit fast acht Jahren" (= 2017) auf.[18]
- Leibniz-Institut für Zoo- und Wildtierforschung (IZW) in Berlin, Nacktmulle seit 2008 durch Thomas Hildebrandt[19]
- Albuquerque, New Mexico, USA, 2008 (?)
- Calico, Googles Biotech-Unternehmen, untersucht das menschliche Altern und forscht an Nacktmullen.[20]

### Verwandtschaft der Sandgräber
Der Nacktmull wurde lange in der Familie der Sandgräber (Bathyergidae) eingeordnet, mit denen er heute noch eine gemeinsame Überfamilie bildet. Die Art stellt dabei die basalste Gruppe und zugleich die Schwesterart dieser Verwandtschaftsgruppe dar. Auf der Basis molekularbiologischer Analysen wurde mehrfach ein deutlicher genetischer Abstand zu den anderen Arten der Sandgräber festgestellt.
Aufgrund des genetischen Abstandes und der langen zeitlichen Trennung der beiden Taxa wurde die Art jedoch in aktuellen Werken einer eigenen Familie Heterocephalidae zugeordnet.

## Sonstiges
Aufgrund seiner von vielen Menschen subjektiv empfundenen Hässlichkeit hat der Nacktmull auch schon Eingang in die Populärkultur gefunden. So wurde er unter anderem als Maskottchen bei einer Radio-Show der NRJ Group verwendet. Weiterhin entstanden auch Lieder und Comics mit dem Nacktmull. Es gibt in der Disney-Zeichentrickserie Kim Possible einen Nacktmull namens Rufus.
Das englischsprachige Wissenschaftsmagazin Discover verwendete 1995 ein retuschiertes Nacktmullfoto für einen Aprilscherz. In einem seriös gehaltenen Artikel berichtete es über ein angeblich in der Antarktis neu entdecktes Tier, den Heißköpfigen Nackteisbohrer. Diese nacktmullähnlichen Tiere sollen sich mit einem speziellen Kopfauswuchs in Gruppen von unten durch das Eis schmelzen können, um Beutetiere (meist Pinguine) zu fangen. Das Discover-Magazin erhielt zu diesem Artikel mehr Leserbriefe als zu jedem anderen jemals veröffentlichten Artikel.
In einer Inszenierung der Operette Die Molratte balzt oder: Liebesspiel am Nil von Stefan Frey werden die Nacktmulle künstlerisch verarbeitet.
Der US-amerikanische Schriftsteller Eliot Weinberger verfasste 1995 über die Nacktmulle seinen Essay Naked Mole-Rats.

## Filmdokumentation
- Nacktmulle – Afrikas wilde Wichte, Fernsehdokumentation von Herbert Ostwald, Deutschland 2005, 43 Minuten
- Afrikas wilde Wunderwelt (Staffel 1, Folge 3) Fernsehdokumentation (Serie) von National Geographic, Großbritannien 2020

## Belege
1. ↑  Dieter Kock, Colleen M. Igram, Laurence J. Frabotta, Rodney L. Honeycutt, Hynek Burda: On the nomenclature of Bathyergidae and Fukomys n. gen. (Mammalia: Rodentia). In: Zootaxa. Bd. 1142, 2006, S. 51–55, Abstract (PDF; 13 kB).
2. ↑  Charles A. Woods, C. William Kilpatrick: Infraorder Hystricognathi. In: Don E. Wilson, DeeAnn M. Reeder (Hrsg.): Mammal Species of the World. A taxonomic and geographic Reference. 2 Bände. 3. Auflage. Johns Hopkins University Press, Baltimore MD 2005, ISBN 0-8018-8221-4, OCLC 62265494.
3. 1 2 3 4 5 6  GEO 6/1986, "Nackt im Dienste des Staates", S. 178–181.
4. ↑  Jennifer Welsh: Naked Mole Rat Genome May Hold Key to Long Life | Human Health & Longevity | Cancer Resistance & Naked Mole Rat. Live Science. 12. November 2011. Abgerufen am 23. März 2013.
5. ↑  Le rat-taupe glabre Anatomie d'un dur à cuire. In: Le Monde.fr. 26. April 2012 (lemonde.fr [abgerufen am 1. Februar 2021]).
6. ↑  Viviana I. Pérez, Rochelle Buffenstein, Venkata Masamsetti, Shanique Leonard, Adam B. Salmon, James Mele, Blazej Andziak, Ting Yang, Yael Edrey, Bertrand Friguet, Walter Ward, Arlan Richardson, Asish Chaudhuri: Protein stability and resistance to oxidative stress are determinants of longevity in the longest-living rodent, the naked mole-rat. In: Proceedings of the National Academy of Sciences. Bd. 106, Nr. 9, März 2009, ISSN 1091-6490, S. 3059–3064, doi:10.1073/pnas.0809620106, PMID 19223593, PMC 2651236 (freier Volltext).
7. ↑  Jens Lubbadeh: Fleißige Arbeiterinnen auf Bestellung. In: Spiegel Online, vom 8. September 2009.
8. ↑  Jan Osterkamp: Megamolekül schützt Nacktmulle vor Krebs. In: Spektrum.de, vom 19. Juni 2013.
9. ↑  Xiao Tian, Jorge Azpurua, Christopher Hine, Amita Vaidya, Max Myakishev-Rempel, Julia Ablaeva, Zhiyong Mao, Eviatar Nevo, Vera Gorbunova, Andrei Seluanov: High-molecular-mass hyaluronan mediates the cancer resistance of the naked mole rat. In: Nature. Bd. 499, 18. July 2013, 346–349, doi:10.1038/nature12234.
10. 1 2  Klaus Jacob: Die Popstars der Wissenschaft In: Bild der Wissenschaft 10-2017, S. 22–27
11. ↑  René Thieme, Susanne Kurz, Marlen Kolb, Tewodros Debebe, Susanne Holtze, Michaela Morhart, Klaus Huse, Karol Szafranski, Matthias Platzer, Thomas B. Hildebrandt, Gerd Birkenmeier: Analysis of alpha-2 macroglobulin from the long-lived and cancer-resistant naked mole-rat and human plasma , 27. Juli 2015, https://nbn-resolving.de/urn:nbn:de:bsz:15-qucosa-175598, Sächsische Landesbibliothek - Staats- und Universitätsbibliothek Dresden
12. ↑  https://www.izw-berlin.de/de/der-nacktmull-eine-alternative-modelltierart-fuer-die-biomedizinische-alternsforschung.html
13. ↑  Ying Lu, René Jüttner, Ewan St. J. Smith, Jing Hu, Antje Brand, Christiane Wetzel, Nevena Milenkovic, Bettina Erdmann, Paul A. Heppenstall, Charles E. Laurito, Steven P. Wilson, Gary R. Lewin: Selective inflammatory pain insensitivity in the African naked mole-rat (Heterocephalus glaber). In: PLoS biology. Bd. 6, Nr. 1, Januar 2008, ISSN 1545-7885, S. e13, ISSN 1545-7885, doi:10.1371/journal.pbio.0060013, PMID 18232734, PMC 2214810 (freier Volltext).
14. ↑  Damir Omerbasic, Ewan St. J. Smith, Mirko Moroni, Johanna Homfeld, Ole Eigenbrod, Nigel C. Bennett, Jane Reznick, Chris G. Faulkes, Matthias Selbach, and Gary R. Lewin: „Hypofunctional TrkA Accounts for the Absence of Pain Sensitization in the African Naked Mole-Rat.“ Cell Reports 17 (2016), CC BY-NC-ND 4.0, doi:10.1016/j.celrep.2016.09.035, PMID 27732851.
15. ↑  Nacktmulle sprechen Dialekt. Auf: idw-online.de vom 28. Januar 2021.
16. ↑  Rochelle Buffenstein: Colony-specific dialects of naked mole-rats. In: Science. Band 371, Nr. 6528, 2021, S. 461–462, doi:10.1126/science.abf7962. 
Alison J. Barker1, Grigorii Veviurko, Nigel C. Bennett et al.: Cultural transmission of vocal dialect in the naked mole-rat. In: Science. Band 371, Nr. 6528, 2021, S. 503–507, doi:10.1126/science.abc6588.
17. ↑  Sara Reardon: Poo turns naked mole rats into better babysitters. In: nature.com. 20. Oktober 2015, abgerufen am 31. Oktober 2018 (englisch).
18. ↑  Tiernachwuchs : Erfolgreiche Nacktmullzucht in Schönbrunn. In: orf.at. 28. Januar 2025, abgerufen am 28. Januar 2025.
19. ↑  Philipp Brandstädter: Die vitalen Nacktmulle : Lockdown als Staatsform. In: taz.de. 9. Mai 2021, abgerufen am 28. Januar 2025.
20. ↑  Philipp Brandstädter: Die vitalen Nacktmulle : Lockdown als Staatsform. In: taz.de. 9. Mai 2021, abgerufen am 28. Januar 2025.
21. 1 2  Colleen M. Ingram, Hynek Burda, Rodney L. Honeycutt: Molecular phylogenetics and taxonomy of the African mole-rats, genus Cryptomys and the new genus Coetomys Gray, 1864. Molecular Phylogenetics and Evolution 31 (3), 2004; S. 997–1014. doi:10.1016/j.ympev.2003.11.004
22. ↑  Bruce D. Patterson, Nathan S. Upham: A newly recognized family from the Horn of Africa, the Heterocephalidae (Rodentia: Ctenohystrica). Zoological Journal of the Linnean Society 172 (4), 2014; S. 942–963. DOI:10.1111/zoj.12201.
23. ↑  Bruce D. Patterson: Heterocephalidae. In: Don E. Wilson, T.E. Lacher, Jr., Russell A. Mittermeier (Herausgeber): Handbook of the Mammals of the World: Lagomorphs and Rodents 1. (HMW, Band 6), Lynx Edicions, Barcelona 2016; S. 352 ff., ISBN 978-84-941892-3-4.
24. ↑  Eliot Weinberger: Karmic traces, 1993–1999 (= New Directions Paperbook. Band 908). New Directions Books, New York NY 2000, ISBN 0-8112-1456-7, S. 53–55.